# Гирголав, Семён Семёнович
Семён (Симеон) Семёнович Гиргола́в (2 [14] февраля 1881, Тифлис, Российская империя — 25 января 1957, Ленинград, РСФСР, СССР) — советский хирург, генерал-лейтенант медицинской службы (1.03.1943). Академик Академии медицинских наук СССР (1944).

## Биография
Родился 2 [14] февраля 1881 в Тифлисе (ныне Тбилиси, Грузия) в семье служащего.
В 1899 году с серебряной медалью окончил 2-ю классическую гимназию в Петербурге и в том же году поступил в Императорскую Военно-медицинскую академию, которую окончил с отличием в 1904 году, тогда же — адъюнкт кафедры общей хирургии, возглавляемой в то время М. С. Субботиным.
По окончании в 1904 году служил врачом в пехотном полку и на флоте. С 1910 года ассистент, затем старший ассистент Военно-медицинской академии. В 1919—1937 годах начальник кафедры общей хирургии, в 1937—1942 и 1946—1957 годах — госпитальной хирургии академии. С 1932 года научный руководитель Ленинградского НИИТО. Участник Гражданской войны, боёв на реке Халхин-Гол, советско-финляндской войны 1939—1940 годов.
Во время Великой Отечественной войны, в 1942—1945 годах, — заместитель главного хирурга РККА Н. Н. Бурденко. С 1953 года профессор-консультант ВМА имени С. М. Кирова. Академик АМН СССР (1944).
В 1943 году вместе с Т. Я. Арьевым и В. Н. Шейнисом передал полученную ими Сталинскую премию в Фонд обороны.
Семён Семёнович Гирголав умер 25 января 1957 года. Похоронен в Ленинграде на Богословском кладбище.

## Научная деятельность
Семён Гирголав занимался проблемами травматологии, особенно огнестрельных ран и термических поражений. Опубликовал более 140 научных трудов по проблемам общей, военно-полевой и торакальной хирургии, нейрохирургии, хирургической эндокринологии, онкологии, комбустиологии. Разработал классификацию ран. Участвовал в создании руководств по общей, частной и военно-полевой хирургии и труда «Опыт советской медицины в Великой Отечественной войне 1941—1945 годов».

### Избранные труды
- Гирголав С. С. Экспериментальные данные к вопросу о применении изолированного сальника в брюшной хирургии : Дис. … д-ра мед. — СПб.: тип. П. П. Сойкина, 1907. — 176 с. — (Серия докторских диссертаций, допущенных к защите в Военно-медицинской академии в 1906-1907 учебном году ; № 41).
- Гирголав С. С. Военно-полевая хирургия в Великую Отечественную войну. — М.: Медгиз, 1944. — 119 с.
- Гирголав С. С. Обморожения и их лечение // Всесоюзный съезд хирургов, 24-й : Тр.. — [Харьков], [1938]. — С. 188—196.
- Гирголав С. С. Огнестрельная рана. — Л.: Воен.-мед. акад., 1956. — 331 с.
- Гирголав С. С. Отморожение. — Л.: Медгиз, 1940. — 28 с. — 25 000 экз.
- Гирголав С. С., Арьев Т. Я., Локтионов С. Д. Материалы по изучению контингентов раненых в боях у рек Халхин-Гол // Тр. / Военно-Медицинская Академия Красной Армии им. С. М. Кирова. — Л., 1941. — Т. 29. — С. 166—179.
- Гирголав С. С., Левит В. С., Шаак В. А. Учебник частной хирургии. — М.; Л.: Медгиз, 1940. — 700 с. || Гирголав С. С., Левит В. С. Учебник частной хирургии : в 2 томах. — 2-е изд., испр. и доп. — М.: Медгиз, 1944.
- Краткий курс травматологии / Под ред. С. С. Гирголава. — Л.: Медгиз, 1940. — 280 с. — 5000 экз.
- Лечение военных ранений : Практ. руководство для врачей и студентов / Сост.: Н. И. Блинов, А. А. Гастев, С. С. Гирголав и др.; Под ред. Н. Н. Петрова, П. А. Куприянова. — 6-е изд., перераб. — Л.: Медгиз, 1942. — 422 с. || . — 7-е изд., перераб. — Л.: Медгиз, 1945. — 454 с.
- Медицинский отчёт … с 1-го сентября 1914 г. по 1-е января 1916 г / Состоящий под высоч. её имп. величества государыни имп. Александры Фёдоровны покровительством Госпиталь для раненых офицеров; сост. С. С. Гирголав. — Петроград, 1916. — 36 с.
- Петров Н. Н., Гирголав С. С., Гориневская В. В. и др. Лечение ранений : Практ. руководство для врачей и студентов. — Л.; М.: Биомедгиз, 1935. — 348 с. || . — 2-е изд. — Л.: Медгиз, 1938. — 396 с.
- Руководство практической хирургии : в 9-ти тт / Под ред. С. С. Гирголава, А. В. Мартынова, С. П. Фёдорова. — Гос. изд-во, 1929—1936.
- Общая хирургия : Руководство для врачей и студентов : в 2-х тт / Под ред. Э. Р. Гессе, С. С. Гирголава, В. А. Шаак. — М.; Л.: Гос. изд-во, 1928. || . — 4-е изд. — Л., 1935.
- Организация и оказание первой помощи при повреждениях : Типовые инструкции / Под ред. С. С. Гирголава, Ф. И. Машанского. — Л.: Медгиз, 1936. — 61 с. || . — 4-е изд., испр. и доп. — Л.: Медгиз, 1949. — 140 с.
- Ошибки, опасности и непредвиденные осложнения при лечении хирургических заболеваний : Руководство для врачей : В 4 томах / Под ред. Э. Р. Гессе, С. С. Гирголава, В. А. Шаака. — Л.; М.: Биомедгиз, 1936—1937.
- Частная хирургия : Руководство для студентов и врачей : В 3 томах / Под ред. Э. Р. Гессе, С. С. Гирголава, В. С. Левита и В. А. Шаака. — М.; Л.: Биомедгиз, 1937—1938. || . — 2-е изд., испр. — М.; Л.: Биомедгиз, 1941.
- Этапное лечение повреждений : Мат-лы по воен.-полевой хирургии / [Ред. коллегия: А. Г. Кючарианц, В. Н. Шевкуненко, С. С. Гирголав и др.]. — 2-е изд. — Л.: Медгиз, 1939. — 516 с.

## Награды и премии
- Сталинская премия второй степени (1943) — за научную разработку новых методов, ускоряющих лечение при обморожении
- два ордена Ленина (29.5.1945)
- три ордена Красного Знамени (17.04.1940, «за успешную работу и проявленную инициативу по укреплений обороноспособности нашей страны»; …; …)
- орден Трудового Красного Знамени
- орден Красной Звезды
- медали

## Память
На здании кафедры госпитальной хирургии (Боткинская улица, 23) — мемориальная доска.